# Goroda i gody (film 1973)
Goroda i gody (Города и годы) è un film del 1973 diretto da Aleksandr Grigor'evič Zarchi.

## Trama
Nell'autunno del 1919 Andrej Starcov arrivò dalla città di Semidol a Pietrogrado. È stato mobilitato nell'esercito ed è arrivato al suo posto di servizio, ma invece di inviarlo alle unità che operano al fronte, Andrey viene lasciato come impiegato al quartier generale. Presto Rita arriva da Andrei, una donna che aspetta un figlio da lui.